# Bulbophyllum pallens
Bulbophyllum pallens é uma espécie de orquídea (família Orchidaceae) pertencente ao gênero Bulbophyllum. Foi descrita por Henri Lucien Jumelle, Joseph Marie Henry Alfred Perrier de la Bâthie e Schltr. em 1924.